# Hanstedt (Uelzen)
Hanstedt is een gemeente in de Duitse deelstaat Nedersaksen. De gemeente maakt deel uit van de Samtgemeinde Bevensen-Ebstorf in het Landkreis Uelzen. Hanstedt telt 911 inwoners.
De gemeente bestaat uit de 9 Ortschaften Allenbostel, Bode, Brauel, Eitzen II, Hanstedt I, Oechtringen, Oetzfelde, Teendorf en Velgen.
Het hoofddorp van deze gemeente, Hanstedt I, heet zo, omdat een stadsdeel van Uelzen, gelegen ten oosten van het stadscentrum, ook Hanstedt heet, en officieel als Hanstedt II wordt aangeduid.
Ook in een ander gebied van de Lüneburger Heide, circa 50 km noordwestwaarts, ligt een dorp, dat Hanstedt heet, Hanstedt (Nordheide).
De dorpen in deze gemeente hebben een overwegend agrarisch karakter. Vanwege de ligging, niet ver ten oosten van de Lüneburger Heide, is er ook enig toerisme.
De gedeeltelijk reeds in 980 gebouwde, evangelisch-lutherse, Sint-Joriskerk te Hanstedt is zeer bezienswaardig. 

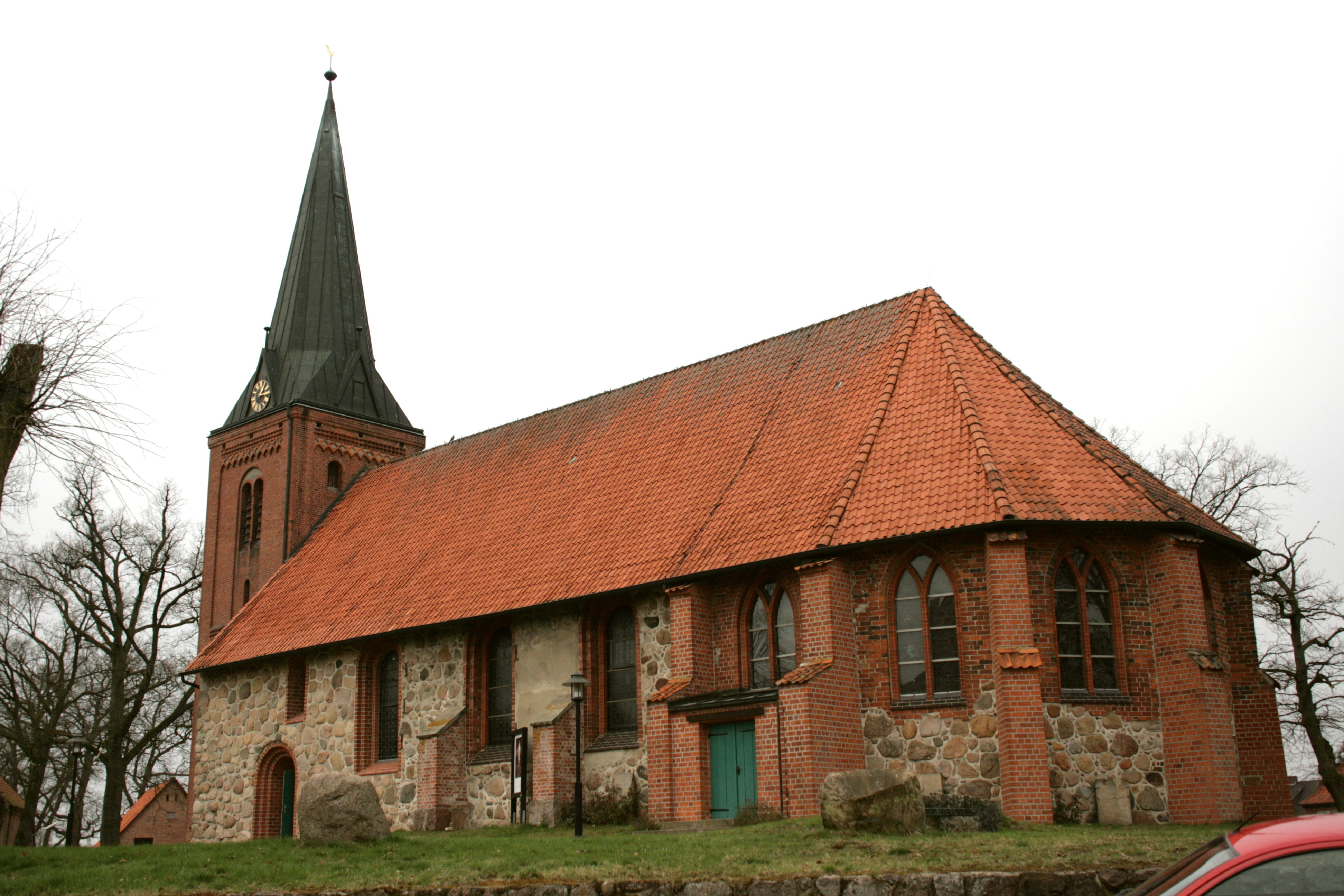
Sint-Joriskerk (St.-Georgs-Kirche)
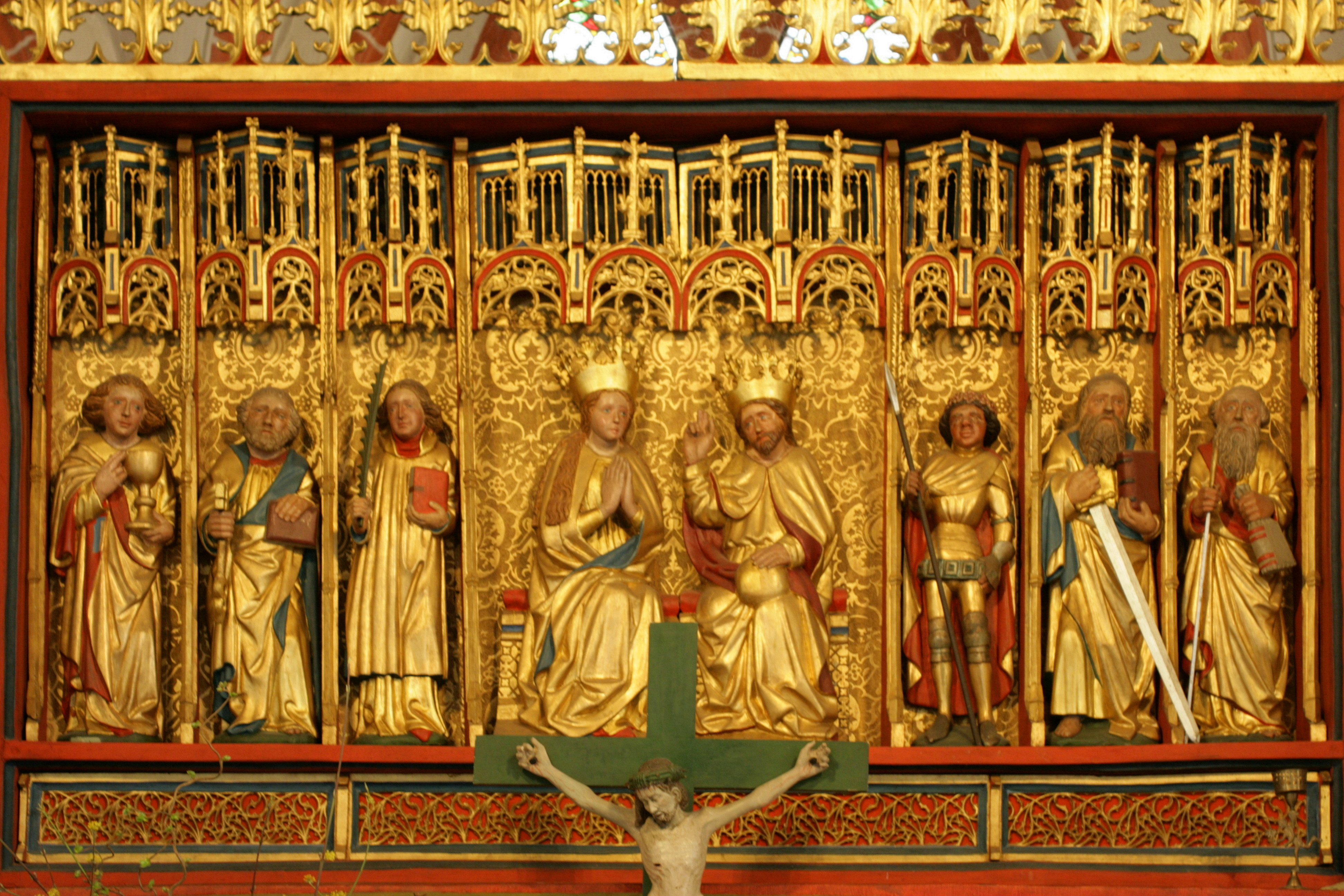
17e-eeuws barok altaarstuk in deze kerk
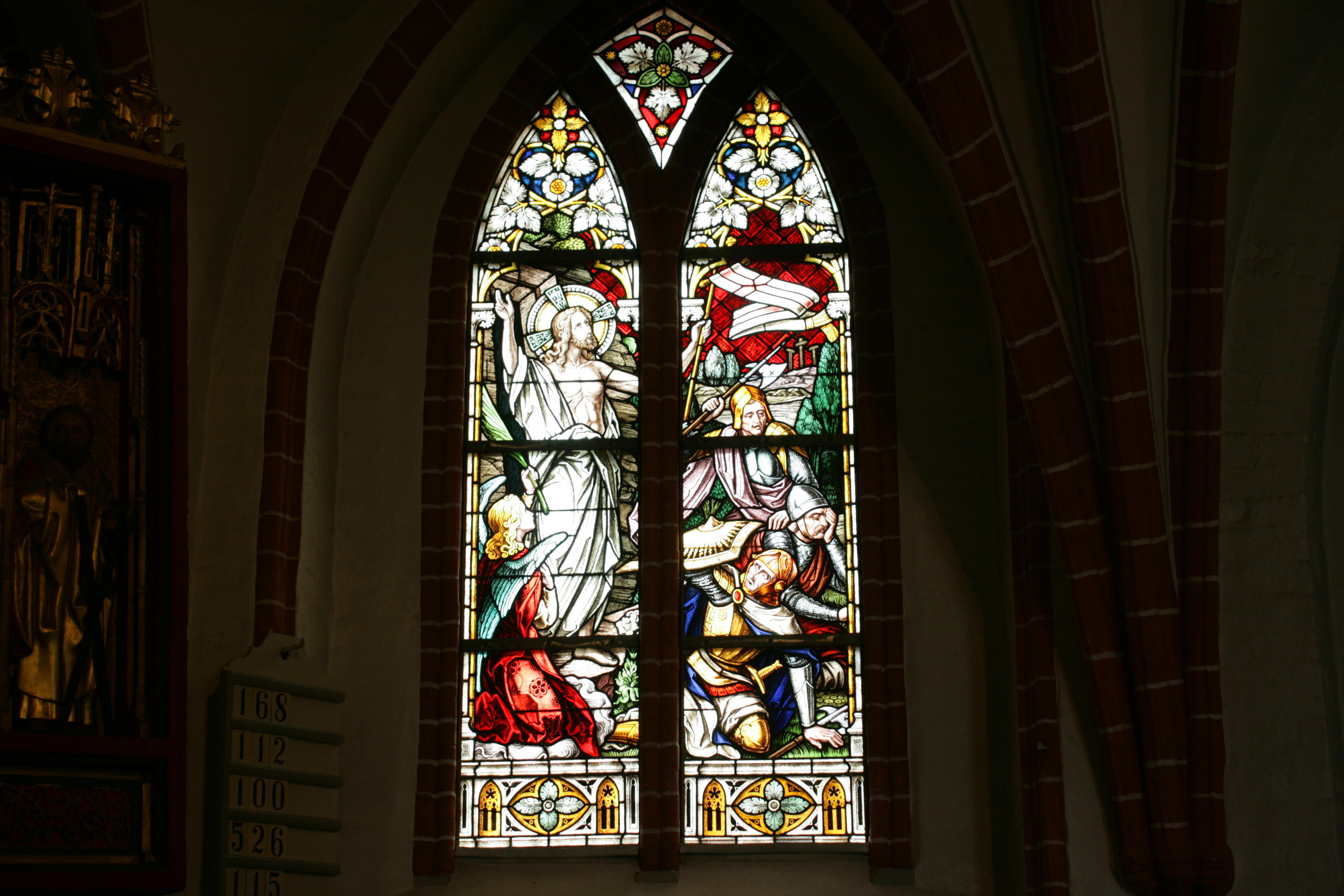
Glas-in-loodramen

- Gemeinsame Normdatei: 4278905-9
- Library of Congress Control Number: n2004038922
- MusicBrainz: 5f96fd48-b846-475e-aafb-51d1781d8b1f
- Nationale Bibliotheek van Israël: 987007467693605171
- Virtual International Authority File: 153810137

Altenmedingen · 
Bad Bevensen · 
Bad Bodenteich · 
Barum · 
Bienenbüttel · 
Ebstorf · 
Eimke · 
Emmendorf · 
Gerdau · 
Hanstedt · 
Himbergen · 
Jelmstorf · 
Lüder · 
Natendorf · 
Oetzen · 
Rätzlingen · 
Römstedt · 
Rosche · 
Schwienau · 
Soltendieck · 
Stoetze · 
Suderburg · 
Suhlendorf · 
Uelzen · 
Weste · 
Wrestedt · 
Wriedel